# Novalaetesia atra
Novalaetesia atra är en spindelart som beskrevs av A. David Blest och Vink 2003. Novalaetesia atra ingår i släktet Novalaetesia och familjen täckvävarspindlar. Inga underarter finns listade i Catalogue of Life.